# Kungliga Hovjägeristaten
Kungliga Hovjägeristaten var den organisation vid de Kungliga Hovstaterna som hade tillsyn över Kronans parker, skogar, jakträttigheter och djurgårdar. Alla befattningshavare utnämndes av konungen. Den rättsliga grunden för hovjägeristaten var skogs- och jaktregale.

## Organisation
Hovjägeristaten hade följande sammansättning
- 1 Överhovjägmästare
- I varje län tjänstgjorde flera Jägeribetjänter och Skogsbetjänter
- Dessutom fanns jaktjunkare, en tjänsteman vid hovjägeristaten, i rang närmast under hovjägmästare, som ursprungligen ofta var ung ädling[1]

### Överhovjägmästaren
Överhovjägmästaren utnämndes av Konungen och var ansvarig inför denna för konungens parker, skogar och jakträttigheter. Han var såldes chef för hela Jägeristaten, och hade i varje län underordnade som utförde kontroller och övervakade konungens och kronans intressen. Detta chefskap och ansvar avvecklades 1824 då ansvaret lämnades till Kunglig Majestäts befallningshavande i varje län.

### Förste hovjägmästare
- 1921–1925: Hans Ramel
- 1942–1955: Carl-Axel Trolle-Wachtmeister

### Hovjägmästare
- 1908–1925: Carl Bonde
- 1911–1925: Gustaf C:son Lewenhaupt
- 1914–1925: Carl Gustaf Oscar Ankarcrona
- 1914–1925: Sigfrid Rålamb
- 1917–1925: Claës Lewenhaupt
- 1921–1925: Edvard Cederlund
- 1921–1925: Sten Bielke
- 1922–1925: Corfitz Beck-Friis
- 1923–1925: Gustaf Otto Tage Stig Thott
- 1933–: Theodor Christofer Ankarcrona
- 1934–: Carl Gripenstedt
- 1941–: Carl Otto Palmstierna
- 1942–: Otto Ramel
- 1946–: Ebbe Hamilton
- 1946–: Gösta Reuterswärd
- 1954–: Carl Bonde